# Grand Prix Hassan II 2022
Grand Prix Hassan II 2022 là một giải quần vợt chuyên nghiệp thi đấu trên mặt sân đất nện ở Marrakesh, Morocco.
Đây là lần thứ 36 giải đấu được tổ chức và là một phần của ATP Tour 250 trong ATP Tour 2022. Giải đấu diễn ra từ ngày 4 đến ngày 10 tháng 4 năm 2022. Giải đấu năm 2020 ban đầu diễn ra từ ngày 6 đến ngày 12 tháng 4 năm 2020, nhưng đã bị hoãn do đại dịch COVID-19.

## Điểm và tiền thưởng

### Phân phối điểm
| Sự kiện | VĐ  | CK  | BK | TK | Vòng 1/16 | Vòng 1/32 | Q  | Q2 | Q1 |
| Đơn     | 250 | 150 | 90 | 45 | 20        | 0         | 12 | 6  | 0  |
| Đôi     | 250 | 150 | 90 | 45 | 0         | —         | —  | —  | —  |

## Nội dung đơn

### Hạt giống
| Quốc gia | Tay vợt                     | Xếp hạng† | Hạt giống |
| -------- | --------------------------- | --------- | --------- |
| CAN      | Félix Auger-Aliassime       | 9         | 1         |
| GBR      | Dan Evans                   | 27        | 2         |
| ITA      | Fabio Fognini               | 34        | 3         |
| ESP      | Albert Ramos Viñolas        | 35        | 4         |
| ARG      | Federico Delbonis           | 36        | 5         |
| NED      | Botic van de Zandschulp     | 42        | 6         |
| ESP      | Alejandro Davidovich Fokina | 43        | 7         |
| SRB      | Laslo Đere                  | 53        | 8         |

† Bảng xếp hạng vào ngày 21 tháng 3 năm 2022

### Vận động viên khác
Đặc cách: 
- Félix Auger-Aliassime
- Elliot Benchetrit
- Malek Jaziri

Thay thế:
- Stefano Travaglia

Vượt qua vòng loại:
- Mirza Bašić
- Damir Džumhur
- Vít Kopřiva
- Pavel Kotov

Thua cuộc may mắn:
- Bernabé Zapata Miralles

### Rút lui
Trước giải đấu
- Sebastián Báez → thay thế bởi  Richard Gasquet
- Benjamin Bonzi → thay thế bởi  Henri Laaksonen
- Alexander Bublik → thay thế bởi  Kamil Majchrzak
- Fabio Fognini → thay thế bởi  Stefano Travaglia
- Ilya Ivashka → thay thế bởi  Carlos Taberner
- Pedro Martínez → thay thế bởi  Marco Cecchinato
- Benoît Paire → thay thế bởi  Yannick Hanfmann
- Alexei Popyrin → thay thế bởi  Bernabé Zapata Miralles
- Arthur Rinderknech → thay thế bởi  Hugo Dellien
- Jan-Lennard Struff → thay thế bởi  João Sousa

## Nội dung đôi

### Hạt giống
| Quốc gia | Tay vợt         | Quốc gia | Tay vợt                | Xếp hạng1 | Hạt giống |
| -------- | --------------- | -------- | ---------------------- | --------- | --------- |
| KAZ      | Andrey Golubev  | FRA      | Fabrice Martin         | 66        | 1         |
| BEL      | Sander Gillé    | BEL      | Joran Vliegen          | 67        | 2         |
| URU      | Ariel Behar     | NED      | Matwé Middelkoop       | 73        | 3         |
| ISR      | Jonathan Erlich | FRA      | Édouard Roger-Vasselin | 110       | 4         |

- 1 Bảng xếp hạng vào ngày 21 tháng 3 năm 2022.

### Vận động viên khác
Đặc cách:
- Walid Ahouda /  Mehdi Benchakroun
- Elliot Benchetrit /  Lamine Ouahab

Thay thế:
- Mirza Bašić /  Damir Džumhur
- Marco Cecchinato /  Lorenzo Musetti

### Rút lui
Trước giải đấu
- Pablo Andújar /  Pedro Martinez → thay thế bởi  Federico Delbonis /  Guillermo Durán
- Alexander Bublik /  Jan Zieliński → thay thế bởi  Andrea Vavassori /  Jan Zieliński
- Rohan Bopanna /  Matwé Middelkoop → thay thế bởi  Ariel Behar /  Matwé Middelkoop
- Sebastián Báez /  Rafael Matos → thay thế bởi  Rafael Matos /  David Vega Hernández
- Dan Evans /  Ken Skupski → thay thế bởi  Marco Cecchinato /  Lorenzo Musetti
- Denys Molchanov /  Franko Škugor → thay thế bởi  Mirza Bašić /  Damir Džumhur

## Nhà vô địch

### Đơn
- David Goffin đánh bại  Alex Molčan, 3–6, 6–3, 6–3

### Đôi
- Rafael Matos /  David Vega Hernández đánh bại  Andrea Vavassori /  Jan Zieliński, 6–1, 7–5